# شهرستان کلینتون (میزوری)
شهرستان کلینتون، میزوری (به انگلیسی: Clinton County, Missouri) یک سکونتگاه مسکونی در ایالات متحده آمریکا است که در میزوری واقع شده‌است.